# Lennart Båge

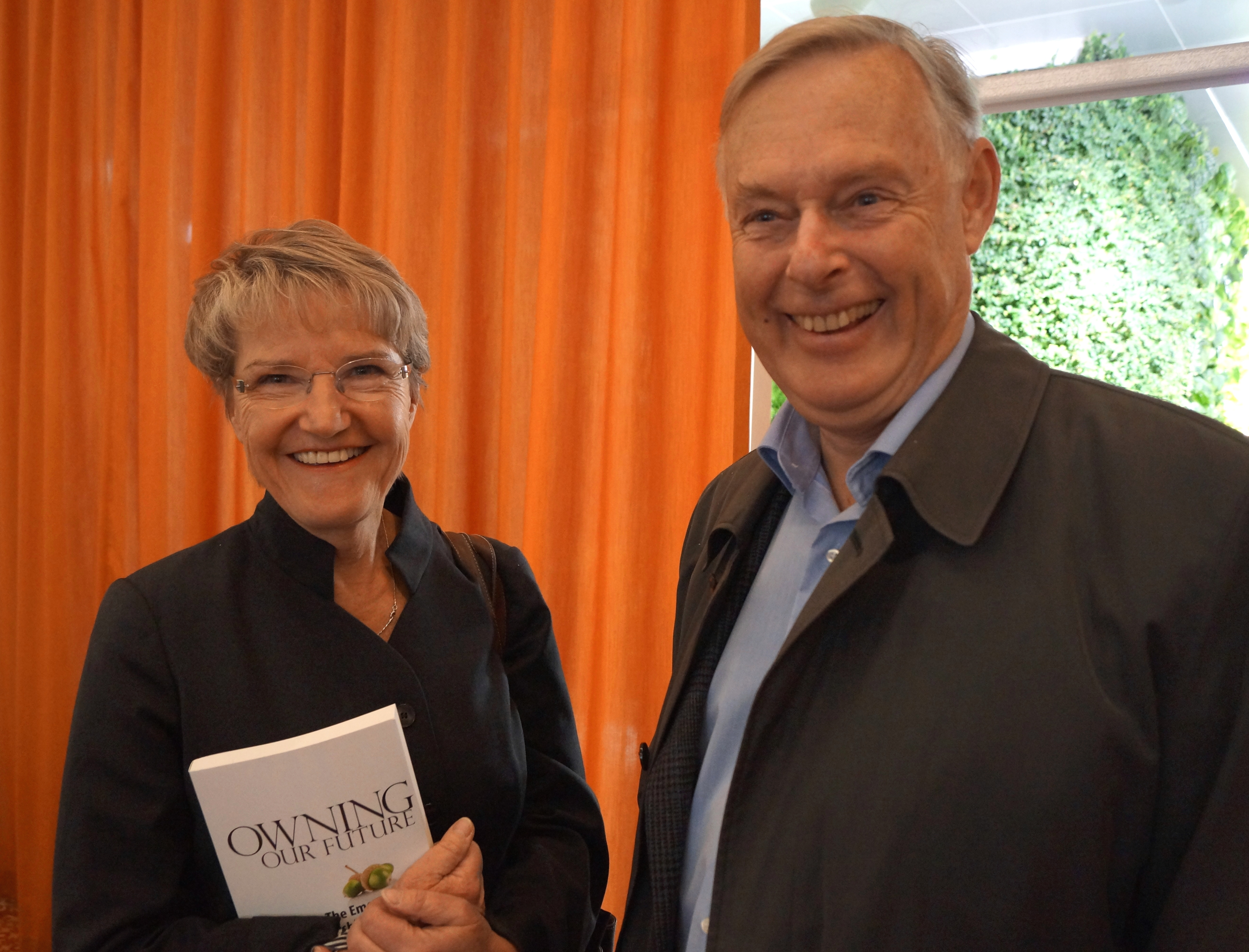
Kristina Persson och Lennart Båge.

Lennart Båge, född 24 november 1947 i Skövde, är en svensk diplomat.
Lennart Båge utbildade sig till  civilekonom vid Handelshögskolan i Stockholm, med examen 1971. Han var 1974–80 anställd vid Utrikesdepartementet (UD), var kanslichef för SAREC 1980–89, åter vid UD från 1990, där han 1994–96 var ambassadör och 1996–2001 enhetschef. Han var 2001–09 chef för Internationella fonden för jordbruksutveckling (IFAD). Han var 2010–15 ledamot i Sidas styrelse. Han var mellan november 2016 och maj 2017 vikarierande generaldirektör för Sida. Sedan maj 2023 är han ordförande i styrelsen för stiftelsen Stockholm Environment Institute (SEI).